# 布羅德威爾 (伊利諾伊州)
布羅德威爾（英語：Broadwell）是位於美國伊利諾伊州洛根縣的一個村落。

## 地理
布羅德威爾的座標為40°04′03″N 89°26′34″W / 40.06750°N 89.44278°W，而該地最高點為海拔高度180米（即591英尺）。

## 人口
根據2010年美國人口普查的數據，布羅德威爾的面積為0.47平方千米，當中陸地面積為0.47平方千米，而水域面積為0.00平方千米。當地共有人口145人，而人口密度為每平方千米308人。